# Virus TFW
La métaphore de virus TFW (taylorisme-fayolisme-weberisme)
se réfère à l’application de principes, issus du mouvement de l'École Classique de l'Organisation, proposés par Taylor (1911), Fayol (1916) et Weber (1924). 
Ces auteurs ont contribué, à leur époque, au progrès économique et social, mais il s’avère, selon Henri Savall et Véronique Zardet, que ces principes, aujourd’hui obsolètes, génèrent de l’inefficacité, de l’inefficience et de la frustration au travail, compte tenu des mutations sociétales survenues.
Le concept « Virus TFW », a été créé par Henri Savall et Véronique Zardet et est apparu sous cette dénomination à partir de 2006, dans des conférences françaises, américaines et mexicaines. Il a donné lieu à de nombreuses publications et a été repris par différents auteurs.

## Principes
Ces trois principes sont :
- la division maximale du travail,
- la dichotomie entre conception, décision et réalisation des activités
- la dépersonnalisation des postes de travail, des organigrammes, des processus, des méthodes et des règles.

Selon Savall et Zardet ces facteurs ne contribuent plus à la performance globale durable de l’organisation, compte tenu des évolutions des comportements, des compétences et des mutations de l'environnement social et politique national et international. Le modèle combinant les principes du virus TFW a suscité une abondante littérature sur l'analyse du travail et la théorie des organisations.
L’analogie liée à la notion de virus tient au fait que ce dernier se définit comme un agent d'infection, constitué d'un groupe d'entités sous-microscopiques, se reproduisant à l'intérieur des cellules animales, humaines ou végétales et qui est, en général, pathogène. 
Le degré d'infection par le virus TFW des modèles organisationnels et des pratiques managériales dominants se réfère au degré, plus ou moins grand de carence de coopération entre les participants à l'activité, les individus dans une équipe, les établissements d'une même organisation, les filiales d'un groupe industriel ou d'une entreprise de services. 
Les principales critiques de l’organisation traditionnelle du travail, évoquée par la métaphore du virus TFW (taylorisme-fayolisme-weberisme) reposent sur le fait que la tradition s’est focalisée sur l’organisation interne de la fonction ou du poste de travail individuel et que les temps standards pour réaliser les tâches ne tiennent pas compte des conditions de travail qui, pourtant, interfèrent avec la productivité et la qualité. 
En effet, les dispositifs de coopération entre les individus et les équipes ne sont pas structurés : les temps nécessaires à la communication, la négociation, la coordination, la concertation, la coopération, la formation intégrée permanente, le perfectionnement des méthodes ainsi qu’à l’innovation ne sont pas pris en considération.
Une critique avisée ne s'adresserait à Taylor, Fayol ou Weber eux-mêmes, mais à leurs successeurs, théoriciens, experts et praticiens, en tant qu'applicateurs imprudents de théories surannées, dans un environnement économique et social qui a connu de nombreuses et profondes mutations. En effet, le contexte humain, social et géopolitique, ainsi que le niveau d'éducation de la population active ont considérablement changé en un siècle.